# Amaná
Amaná är en ort i Argentina.   Den ligger i provinsen La Rioja, i den centrala delen av landet, 1 000 kilometer nordväst om huvudstaden Buenos Aires. Amaná ligger 1 246 meter över havet och antalet invånare är 148.
Terrängen runt Amaná är kuperad norrut, men söderut är den platt. Trakten runt Amaná är nära nog obefolkad, med mindre än två invånare per kvadratkilometer..
Omgivningarna runt Amaná är i huvudsak ett öppet busklandskap.